# ライオンズタワー葵
ライオンズタワー葵 （ライオンズタワーあおい） は、愛知県名古屋市東区葵にある超高層マンションである。

## 概要
大京が分譲したタワーマンションで、単なる管理人ではなく各種取次ぎサービスを提供するフロントサービスがある。
19階に共用施設の「スカイラウンジ」というバーカウンターなどがある展望を楽しめる施設があり、眺望を楽しみながらパーティーなどが行えるのも特徴である。
大都市地域における住宅及び住宅地の供給の促進に関する特別措置法に基く、名古屋市の「都心共同住宅供給事業」適用物件である。

## 参照
- 月刊近代建築 2004年3月号
- ライオンズタワー葵[リンク切れ]